# Carcinoma lobular invasivo
O carcinoma lobular invasivo (CLI) é um tipo de carcinoma responsável por 5-10% dos casos invasivos de cancro da mama. Em 2003, a taxa de sobrevivência a cinco anos do carcinoma lobular invasivo era de aproximadamente 85%. Os padrões histológicos incluem:
| Tipo          | Prevalência | Descrição                                                                               |
| ------------- | ----------- | --------------------------------------------------------------------------------------- |
| Clássico      | 40%         | células redondas ou ovais com pouco citoplasma em padrão de fila única                  |
| Alveolar      | 5%          | Agregados de células de aparência clássica                                              |
| Sólido        | 10%         | Folhas de células de aparência clássica com pouca intervenção de estroma                |
| Tubulolobular | 5%          | Células foram microtúbulos em >90% of tumor (mais pequenas do que no carcinoma tubular) |
| Pleomórfico   |             | De aparência clássica mas com células pleomórficas                                      |
| Misto         | 40%         | Sem padrão dominante                                                                    |